# 默兹河畔布略勒
默兹河畔布略勒（法語：Brieulles-sur-Meuse，法語發音：[bʁijœl syʁ møz]）是法国默兹省的一个市镇，属于凡尔登区。该市镇总面积24.05平方公里，2009年时的人口为328人。

## 人口
默兹河畔布略勒人口变化图示